# Grodzisk Wielkopolski

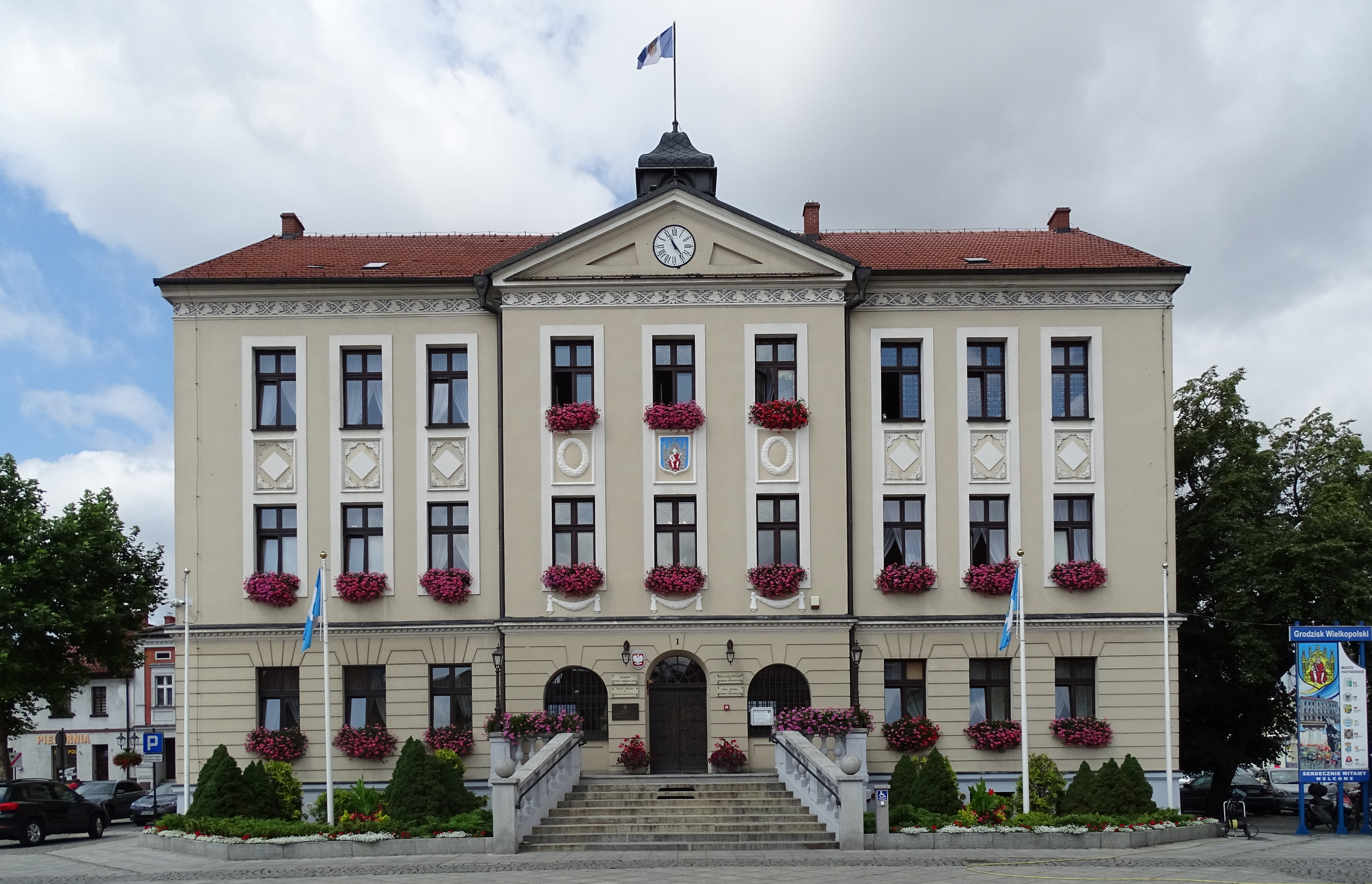
Stadshus.

Grodzisk Wielkopolski är en stad belägen i västra Polen. Den ligger i den östra delen av Wielkopolska. Staden har 13 676 invånare (2004).